# MAN WITH A "REMIX" MISSION
『MAN WITH A "REMIX" MISSION』（マン・ウィズ・ア・リミックス・ミッション）は、MAN WITH A MISSIONの3作目のコンピレーション・アルバム。2020年5月13日にSony Music Records（Sony Music Labels）から発売された。

## 概要
- 前作『MAN WITH A "B-SIDES & COVERS" MISSION』から約1ヶ月振りのリリース。
- CDは通常盤の1形態で発売。
- MAN WITH A MISSION結成10周年記念アルバム第2弾。
- 過去10年間に発表したリミックス作品と、新たにリミックスされた新曲「Take Me Under [TAKESHI UEDA (AA=) Remix]」と「FLY AGAIN -Hero's Anthem-」を収録[2]。
- 当初は、2020年4月29日に発売を予定していた[2]が、新型コロナウイルス「COVID-19」による肺炎の感染拡大による緊急事態宣言が同年4月7日に発令されたことにより、CD・DVD・ブルーレイ等パッケージを販売する店舗が臨時休業対応を行っており、自身が所属するレコード会社を含む『Sony Music』がSony Musicグループ各社に所属するアーティストの4月22日から5月6日に予定していた音楽・映像等パッケージ商品の発売を当面の間延期することを決定[4]し、このことを受け、同作の発売が同年5月13日に延期となった[3]。ただし、ジャケットに表記された発売日は修正されていない。

## 収録曲
1. Take Me Under [TAKESHI UEDA (AA=) Remix]
  - 新曲
  - 9thシングルの1曲目のAA=の上田剛士によるリミックスバージョン
2. FLY AGAIN -Hero's Anthem-
  - 新曲
  - スーパーラグビー ヒト・コミュニケーションズ「サンウルブズ」2020年公式テーマソング[5]
3. Seven Deadly Sins[remix]
  - 4thシングルのKSUKEとColin Brittainによるリミックスバージョン
  - 5thシングル『Raise your flag』収録
4. Bubble of Life [remix]
  - 2ndアルバム『MASH UP THE WORLD』収録曲のリミックスバージョン
  - 2ndシングル『Emotions』収録
5. Memories [Ken Ishii Remix]
  - 6thシングルのケン・イシイによるリミックスバージョン
  - 8thシングル『My Hero/Find You』収録
6. evils fall [remix]
  - 3rdアルバム『Tales of Purefly』収録曲のBOOM BOOM SATELLITESによるリミックスバージョン
  - 4thシングル『Seven Deadly Sins』収録
7. Dead End in Tokyo [Jagz Kooner Remix]
  - 7thシングルのジャツ・クーナーによるリミックスバージョン
  - 9thシングル『Take Me Under/Winding Road』収録
8. My Hero [Slushii Remix]
  - 8thシングルの1曲目のスラッシーによるリミックスバージョン
  - 11thシングル『Dark Crow』収録
9. DON’T LOSE YOURSELF〜FXXKIN' Mix〜
  - 1stミニアルバム『WELCOME TO THE NEWWORLD』収録曲のStephane K.によるリミックスバージョン
  - 同アルバム[6]及びインディーズシングル『NEVER FXXKIN' MIND THE RULES』収録
10. FLY AGAIN [remix]
  - インディーズシングルカップリングのDEXPISTOLSのDJ MAARによるリミックスバージョン
  - 1stシングル『distance』収録
11. distance [remix]
  - 1stシングルのDJ STARSCREAMによるリミックスバージョン
  - 3rdシングル『database feat. TAKUMA(10-FEET)』収録
12. Raise your flag [Takkyu Ishino Twitching Acid Mix]
  - 5thシングルの電気グルーヴの石野卓球によるリミックスバージョン
  - 7thシングル『Dead End in Tokyo』収録

## 演奏
- E.D.Vedder：Guitars, etc
- Jagz Kooner & Marlon Roberts：Additional Instrumentation (#7)